# Ларіса Йордаке
Ларіса Йордаке  (рум. Larisa Andreea Iordache, 19 червня 1996) — румунська гімнастка, олімпійська бронзова медалістка, срібна та бронзова призерка чемпіонату світу в багатоборстві. Багаторазова чемпіонка та призерка чемпіонатів Європи та Універсіади.

## Біографія
Походить зі спортивної родини: мати грала в гандбол, батько - у футбол, а старший брат займався футболом професійно.
Навчається в Національному університеті фізичної культури та спорту, Бухарест, Румунія (закінчила бакалаврат 2018 року).

## Спортивна кар'єра
Займалася балетом, а під час катання на роликових ковзанах у парку була помічена тренером зі спортивної гімнастики Маріаною Сілістеану, яка рекомендувала матері віддати Ларису до секції гімнастики. Хоча мати не бажала віддавати доньку на гімнастику, але після першого пробного тренування змушена була погодитись на тренування Лариси в секції.

#### 2012
На дебютному чемпіонаті Європи здобула перемоги в командній першості та у вільних вправах, а також срібло — на колоді.
На літніх Олімпійських іграх, Лондон, Велика Британія, виступала з травмою стопи, однак, допомогла команді здобути бронзову нагороду.

#### 2013
На дебютному чемпіонаті світу здобула бронзову нагороду у вільних вправах, а у багатоборстві зупинилась за крок до п'єдесталу.

#### 2014
На чемпіонаті Європи виграла командну першість та стала єдиною гімнасткою чемпіонату, якій вдалось кваліфікуватись в усі фінали в окремих видах, де перемогла у вільних вправах, стала другою на колоді та третьою в опорному стрибку, а на рівновисоких брусах стала шостою.
На чемпіонаті світу в багатоборстві поступилась лиш Сімоні Байлз, здобувши срібну нагороду. Другу срібну нагороду отримала у вільних вправах.

#### 2015
У квітні отримала травму щиколотки.
На кваліфікаційному чемпіонаті світу, де розігрувались ліцензії на Олімпійські ігри 2016, у команді Румунії травмувалась Ана Марія Околішан та не змогла допомогти в командній першості, тому в кваліфікації команда Румунії посіла лиш тринадцяте місце та втратила шанси на командну ліцензію. У багатоборстві Лариса виборола бронзову нагороду, однак, до фіналів в окремих видах не кваліфікувалась. Розробники правил відбору на Олімпійські ігри 2016 не передбачили ситуації, що призерка багатоборства може не здобути олімпійську ліцензію в команді або на окремих видах, тому Лариса, ставши призеркою чемпіонату світу в багатоборстві, олімпійську ліценцію не здобула.

#### 2016
Після травми щиколотки у березні отримала травму пальця, через що не змогла взяти участь в останньому кваліфікаційному турнірі на Олімпійські ігри 2016, де команда Румунії знов не змогла здобути командної ліцензії, обмежившись однією ліцензією в багатоборстві, на яку в команді Румунії претендувала, крім Лариси, титулована Кетеліна Понор. Через череду травм та неможливість повного відновлення до Олімпійських ігор 2016, Ріо-де-Жанейро, Бразилія, до складу збірної Румунії Лариса була включена запасною, а основною гімнасткою стала Кетеліна Понор.

#### 2017
На чемпіонаті Європи отримала бронзову нагороду на колоді.
На Універсіаді виграла багатоборство та вільні вправи, а у вправі на колоді була третьою.
На розминці на чемпіонаті світу, що проходив у жовтні в Монреалі, розірвала ахіллове сухожилля лівої ноги.

#### 2018
Після двох невдалих операцій у Румунії у вересні 2018 року була прооперована у Відні, Австрія, процес відновлення після якої тривав до 2020 року.

#### 2020
У листопаді вперше з моменту травмування на чемпіонаті світу 2017 року поза конкурсом виступила на чемпіонаті Румунії. За сумою набраних балів в багатоборстві поступилась товаришкам по збірній Сільвіані Сфірінгу, Ані Барбосу (юніорка) та Йоанні Станчіулеску, демонструвала програми поза конкурсом у фіналі вправи на різновисоких брусах, які не вдалось виконати в багатоборстві на високий бал, та у фіналі на колоді. За підсумками чемпіонату Румунії до попереднього складу збірної на чемпіонат Європи не потрапила. Однак, 13 грудня була включена до складу збірної замість Даніели Тріки, яку потім повторно включили до заявки замість Марії Гольбури.
На чемпіонаті Європи, що проходив під час пандемії коронавірусу в Мерсіні, Туреччина, який став перший міжнародним турніром після трирічного відновлення від травми ахіллового сухожилля, здобула дві перемоги (у вільних вправах та на колоді), дві срібні нагороди (у командній першості та на опорному стрибку), а у фіналі вправи на різновисоких брусах зупинилась за крок від п'єдесталу.

#### 2021
На чемпіонаті Європи в Базелі, Швейцарія, в кваліфікації посіла 4 місце в багатоборстві після трьох гімнасток з Росії, що дозволило здобути ліцензію на Олімпійські ігри в Токіо. Після завершення змагань була шпиталізована через запалення нирок. З фіналу багатоборства знялась.
На Олімпійських іграх в Токіо в кваліфікації через травму змушена була виконувати виключно вправу на колоді, де з результатом 14,133 балів посіла четверте місце та кваліфікувалась до фіналу, однак, через стан здоров'я змушена була знятися зі змагань.
16 грудня оголосила про завершення спортивної кар'єри.

## Результати на турнірах
| Рік  | Змагання              | КБ | ІБ | Опорний стрибок | Різновисокі бруси | Колода | Вільні вправи |
| ---- | --------------------- | -- | -- | --------------- | ----------------- | ------ | ------------- |
| 2012 | Чемпіонат Європи      | 1  |    |                 |                   | 2      | 1             |
| 2012 | Олімпійські ігри      | 3  | 9  |                 |                   | 6      |               |
| 2013 | Чемпіонат Європи      |    | 2  | 2               |                   | 1      | 2             |
| 2013 | Чемпіонат світу       |    | 4  |                 |                   | 7      | 3             |
| 2014 | Чемпіонат Європи      | 1  |    | 3               | 6                 | 2      | 1             |
| 2014 | Чемпіонат світу       | 4  | 2  |                 |                   | 5      | 2             |
| 2015 | Чемпіонат світу       |    | 3  |                 |                   |        |               |
| 2016 | Чемпіонат Румунії     |    | 1  |                 | 1                 | 2      |               |
| 2017 | Чемпіонат Європи      |    |    |                 |                   | 3      |               |
| 2017 | Кубок світу в Копері  |    |    |                 | 1                 | 1      |               |
| 2017 | Кубок світу в Парижі  |    |    |                 | 4                 | 1      | 2             |
| 2017 | Універсіада           |    | 1  |                 |                   | 3      | 1             |
| 2020 | Чемпіонат Європи      | 2  |    | 2               | 4                 | 1      | 1             |
| 2021 | Кубок виклику в Каїрі |    |    |                 | 3                 | 1      |               |

## Виступи на Олімпіадах
| Олімпіада   | Дисципліна        | Місце   |
| ----------- | ----------------- | ------- |
| Лондон 2012 | абсолютний залік  | 9       |
| Лондон 2012 | командний залік   | 3       |
| Лондон 2012 | вільні врави      | 32 r1/2 |
| Лондон 2012 | різновисокі бруси | 26 r1/2 |
| Лондон 2012 | колода            | 6       |
| Лондон 2012 | колода            | 11 r1/2 |